# Bataille de Mudki
Première Guerre anglo-sikhe
Batailles
- Mudki
- Ferozeshah
- Aliwal
- Sobraon

La bataille de Mudki est livrée le 18 décembre 1845, pendant la première guerre anglo-sikhe. Premier affrontement important du conflit, elle oppose les forces britanniques de la Compagnie anglaise des Indes orientales aux Khālsā du royaume sikh du Pendjab. La bataille est très disputée et les Britanniques remportent une victoire peu concluante.